# Comtat de San Joaquin
El comtat de San Joaquin és un comtat dels Estats Units de l'estat de Califòrnia. Segons el cens del 2020, tenia 779 233 habitants. La seva seu de comtat és Stockton. Establert el 1850, és un dels comtats originaris de l'estat. Va ser batejat així perquè està travessat pel riu San Joaquín.

## Geografia

### Comtats adjacents
- Estanislau - sud, sud-est
- Alameda - oest
- Contra Costa - oest
- Sacramento - nord
- Amador - nord-est
- Comtat de Calaveras- est

### Pobles
- August
- Country Club
- Escalon
- Farmington
- French Camp
- Garden Acres
- Kennedy
- Lathrop
- Lincoln Village
- Linden
- Lockeford
- Lodi
- Manteca
- Morada
- Mountain House
- North Woodbridge
- Ripon
- South Woodbridge
- Stockton
- Taft Mosswood
- Tracy

## Demografia
| 1850 | 1860 | 1870  | 1880  | 1890  | 1900  | 1910  | 1920  | 1930   | 1940   | 1950   | 1960   | 1970   | 1980   | 1990   | 2000   | 2010   | 2020   |
| ---- | ---- | ----- | ----- | ----- | ----- | ----- | ----- | ------ | ------ | ------ | ------ | ------ | ------ | ------ | ------ | ------ | ------ |
| 3647 | 9435 | 21050 | 24349 | 28629 | 35452 | 50731 | 79905 | 102940 | 134207 | 200750 | 249989 | 290208 | 347342 | 480628 | 563598 | 685306 | 779233 |

## Transport

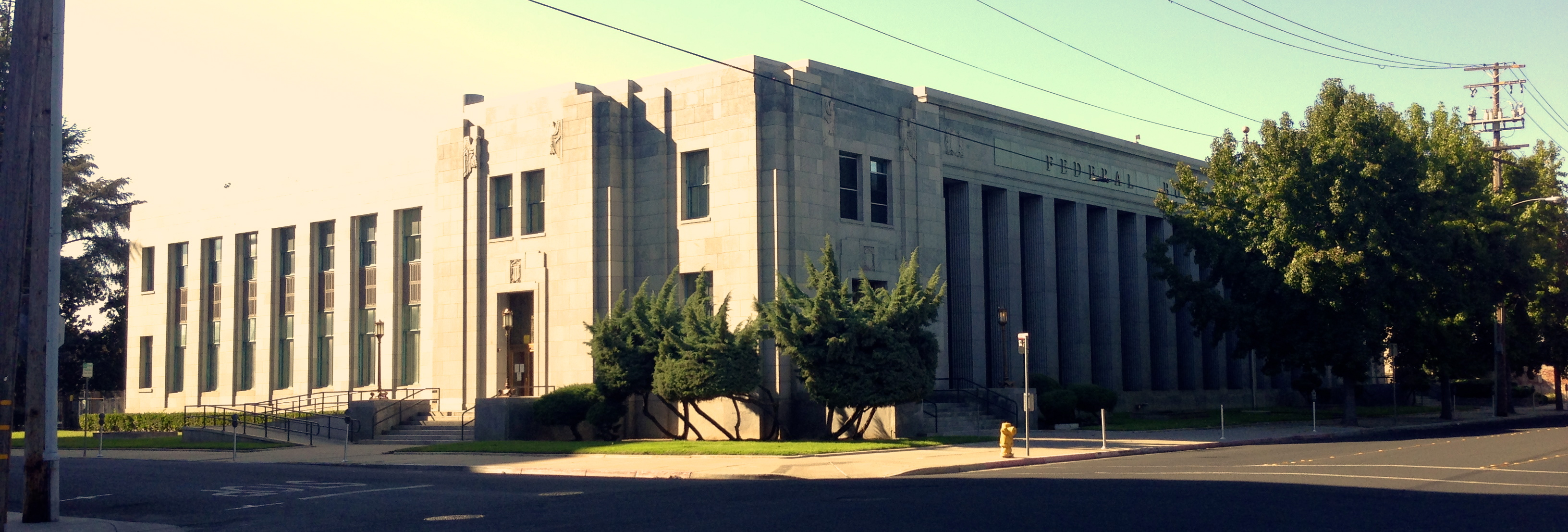
Oficina postal de Stockton.

Les principals carreteres són:
- Interestatal 5
- Interestatal 205
- Interestatal 580
- Carretera estatal de Califòrnia 99
- Ruta estatal de Califòrnia 4
- Ruta estatal de Califòrnia 120

## En la ficció
- El conflicte econòmic-social entre una empresa de ferrocarrils i els grans agricultors de blat, els 'ranxos' dels quals es troben entre les poblacions (fictícies) de Bonneville i Guadalajara, té lloc a la vall de San Joaquin: novel·la El pop de Frank Norris (1901).

- La ciutat fictícia de Charming, a la sèrie de televisió Sons of Anarchy, es troba al comtat de San Joaquin.[5]